# 846
846 foi um ano comum do século IX, que teve início e fim a uma sexta-feira, no Calendário juliano. A sua letra dominical foi C.
| Ano completo                       |
| ---------------------------------- |
| Ano comum com início à sexta-feira |

## Eventos
- Depois de cinco anos de guerra a França reconhece a independência do Ducado da Bretanha e Nominoe como seu duque
- Os sarracenos saqueiam Roma.
- Rostilav à frente da Grande Morávia.